# Kim Scharf
Joachim (Kim) Scharf, född 8 mars 1928, är en svensk industriledare.
Kim Scharf utbildade sig till ingenjör i elektronik och starkström med examen 1945. Senare tog han också civilekonomexamen vid Handelshögskolan i Stockholm.
Han arbetade efter ingenjörsexamen på laboratorier på Graham Brothers i Stockholm, Svenska Radioaktiebolaget och brittiska Pye Ltd i Cambridge. Sedan 1959 arbetade han inom Electrolux med att bland annat upprätta dammsugarfabriker i Peru och Colombia, produktplanering och som marknadsdirektör.
Kim Scharf var verkställande direktör för AB Gustavsberg 1977-82.